# Chuana Coscujuela
Chuana Coscujuela (špansko Juana Coscujuela Pardina), španska pisateljica, piska v sodobni aragonščini, * 15. maj 1910  Fumel;  † 19. februar 2000, Barcelona.
Rodila se je v Franciji, v Novi Akvitaniji, kjer so njeni starši delali kot sezonski delavci. Po Chuaninem rojstvu so se vrnili v domači kraj v Adahuesco (aragonsko Adauesca), kjer je potem Chuana odrasla.
Leta 1922 se je preselila k svojim bratom v Barcelono, kjer se je tudi omožila.
V 70. letih 20. stoletja je napisala spomine o svojem otroštvu. Knjigo je 1982 izdala organizacija Consello d’a Fabla Aragonesa (Aragonski jezikovni svet) pod naslovom A lueca, a istoria d'una mozeta d'o Semontano (Sled, zgodba deklice iz Semontana). Roman je požel velik uspeh in je prispeval k oživitvi aragonskega jezika. V naslednjih letih je Coscujuela še napisala druge uspešne romane v aragonščini.
Aragonski jezikovni svet jo je izbral med svoje častne člane. Leta 1992 je pridobila ugledno nagrado aragonskih avtorjev Arnal Cavero.